# Ону ле Фокон
Ону ле Фокон (фр. Aunou-le-Faucon) насеље је и општина у северној Француској у региону Доња Нормандија, у департману Орн која припада префектури Аржантан.
По подацима из 2011. године у општини је живело 251 становника, а густина насељености је износила 37,52 становника/km². Општина се простире на површини од 6,69 km². Налази се на средњој надморској висини од 160 метара (максималној 200 m, а минималној 154 m).

## Демографија
| 1962. | 1968. | 1975. | 1982. | 1990. | 1999. | 2011. |
| ----- | ----- | ----- | ----- | ----- | ----- | ----- |
| 185   | 206   | 192   | 208   | 260   | 243   | 251   |

График промене броја становника у току последњих година